# Felixstowe & Walton United FC
Felixstowe & Walton United Football Club is een Engelse voetbalclub uit Felixstowe. De club werd opgericht in 2000 door de samenvoeging van Felixstowe Port & Town en Walton United. De thuiswedstrijden worden in het Dellwood Avenue gespeeld, dat plaats biedt aan 2.000 toeschouwers. De clubkleuren zijn rood-wit.

## Gewonnen prijzen
- Eastern Counties Football League Division One
  - Runner up (1): 2006